# Jaguar XJ13
La Jaguar XJ13 est un prototype de voiture de course développé par Jaguar au milieu des années 1960 pour participer aux 24 heures du Mans.
La voiture ne courut jamais et seul un exemplaire fut construit. Son prix ne fut jamais officiellement évalué, mais une offre d'achat de 7 millions de livres a été refusée par les propriétaires en 1996 .

## Conception et développement
La firme Jaguar entama l'étude pour la fabrication d'un moteur V12 DOHC (Double overhead camshaft) dès 1950 . Initialement pour la compétition, puis pour une version de route à simple arbre à cames extrapolée à partir de la version course (contrairement à la Jaguar XK qui fut conçu comme un modèle de production et plus tard engagée en compétition). Bien qu'il y ait des différences au niveau des paliers, de l'angle des soupapes et de la forme des chambres de combustion, ce V12 se compose schématiquement de deux blocs 6 cylindres en ligne XK partageant un vilebrequin et un bloc-cylindres en aluminium. Le moteur fonctionna la première fois en juillet 1964.
L'idée d'un prototype à moteur central fut évoquée dès 1960, mais la construction ne commença qu'en 1965, avec un premier prototype en mars 1966. Le dessin de la carrosserie est l'œuvre de Malcolm Sayer, l'aérodynamicien responsable des Jaguar type C, type D, type E et XJS. Celui-ci utilisa le savoir faire de la Bristol Aeroplane Company pour la construction de la voiture à l'aide de techniques empruntées à l'industrie aéronautique . La réalisation de la carrosserie en aluminium à proprement parler fut confiée à Bob Blake décrit par ses contemporains comme "Un Artiste du métal" . William Heynes reconnu dès 1964 qu'une voiture comme la XJ13 avait besoin de l'aide d'un pilote de course expérimenté pour son développement. Jack Brabham fut contacté en ce sens  mais déclina l’offre. La tache fut finalement confiée à l'apprenti ex-Jaguar David Hobbs en tant que pilote d'essai principal de la XJ13. Hobbs faisait partie, selon la FIA, des 27 meilleurs pilotes au monde en 1969. À bord de la XJ13 il réalisa à 32 ans un record officieux de vitesse en circuit fermé au Royaume-Uni. Il fut rejoint à Silverstone pour les tests finaux de vitesse par un autre pilote de course (ex apprenti Jaguar également), Richard Attwood.
La XJ13 recevait un moteur V12 central de 5.0 litres monté derrière le conducteur et utilisé comme élément porteur du châssis tout comme la boite manuelle à cinq vitesses ZF qui entraînait les roues arrière.
Les triangles de suspension avant étaient similaires à ceux de la Type E. Cependant, alors que la Type E faisait appel à des barres de torsion longitudinales, la XJ13 était équipée de plus classiques combinés ressort/amortisseur. À l'arrière, il restait encore des similitudes avec la Type E (utilisation des arbres de transmission comme liaisons transversales supérieures) mais tout le reste était différent, avec deux longs bras longitudinaux de chaque côté de la cellule centrale et un seul bras transversal inférieur.
Le développement de la XJ13, bien que pris au sérieux par les concepteurs, ne fut jamais une priorité pour les dirigeants de la compagnie (en dépit de l'appui de MD 'Lofty' England, vainqueur aux 24 heures du Mans dans les années 1950), et devint de moins en moins important après 1966 à la suite de la fusion avec BMC. Ford développant la GT40 7.0 litres à la même période, la XJ13 fut considérée comme obsolète alors que le prototype était prêt à être testé. Les essais réalisés au MIRA et à Silverstone confirmèrent qu'il y avait besoin d'un développement considérable pour rendre la voiture compétitive. Finalement la voiture fut stockée au MIRA et aucun autre exemplaire ne fut construit.

## L'accident du MIRA

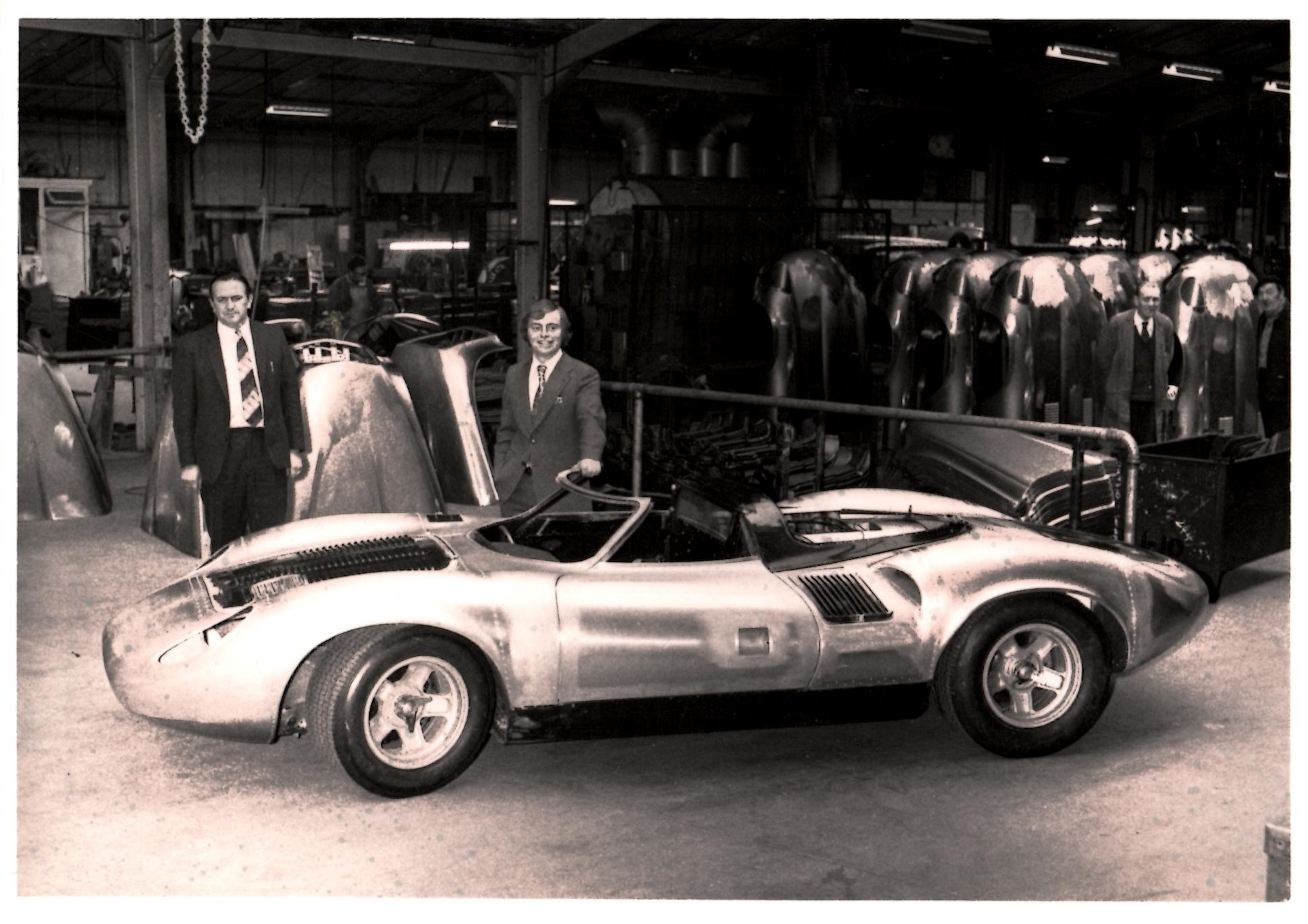
XJ13 chez Abbey Panels avec Edward Loades

En 1971, la Type E Série 3 était sur le point d'être lancée avec le premier moteur V12 Jaguar de série. L'équipe de publicité voulait une photo en mouvement de la XJ13 lors de la séquence d'ouverture du film de lancement de la Type-E V12. Le 21 janvier 1971, la XJ13 fut donc sortit du MIRA pour le tournage avec le pilote d'essai Jaguar Norman Dewis au volant. Malheureusement, Dewis pilota la voiture à des vitesses excessives avec des pneus endommagés, à l'encontre des instructions du directeur de Jaguar Angleterre. L'accident qui en résulta endommagea si lourdement la voiture qu'elle fut presque totalement détruite, alors même que Dewis ne fut pas blessé. L'épave de la voiture fut de nouveau entreposée.
Quelques années plus tard, Edward Loades repéra l'épave de la XJ13 chez Jaguar et proposa à 'Lofty' England de recréer la voiture grâce à sa société, Abbey Panels. La voiture fut reconstruite, avec les spécifications similaires à l'originale, grâce à l'aide de certains des gabarits fait pour la construction originale et à un coût de £1 000 pour Jaguar. Selon les propres mots de Jaguar, «La voiture qui peut être vu aujourd'hui n'est pas une reproduction exacte de l'original.» . La XJ13 fit ses débuts en public en juillet 1973, lorsque 'Lofty'  la conduisit sur le circuit de Silverstone au Grand Prix de Grande-Bretagne. Elle est désormais exposée au British Motor Museum à Gaydon, Royaume-Uni.

## Répliques
Neville Swales, de Building the Legend, a créé une «réplique exacte» de la Jaguar XJ13. Cette re-création, propulsée par un moteur prototype quad-cam original, a été construite avec la connaissance de Jaguar Heritage Trust et sous la direction des membres survivants de l'équipe XJ13. La voiture, peinte et avec son moteur en marche, a été présentée en février 2016 au London Classic Car show. La voiture achevée a fait sa première apparition en piste, en compagnie des membres survivants de l'équipe du projet XJ13, des membres de la famille de Malcolm Sayer, de VIP Jaguar et des passionnés de Curborough (Royaume-Uni) le 9 août 2016. La voiture a été nommée finaliste aux International Historic Motoring Awards 2016 dans la catégorie «Voiture de l'année».

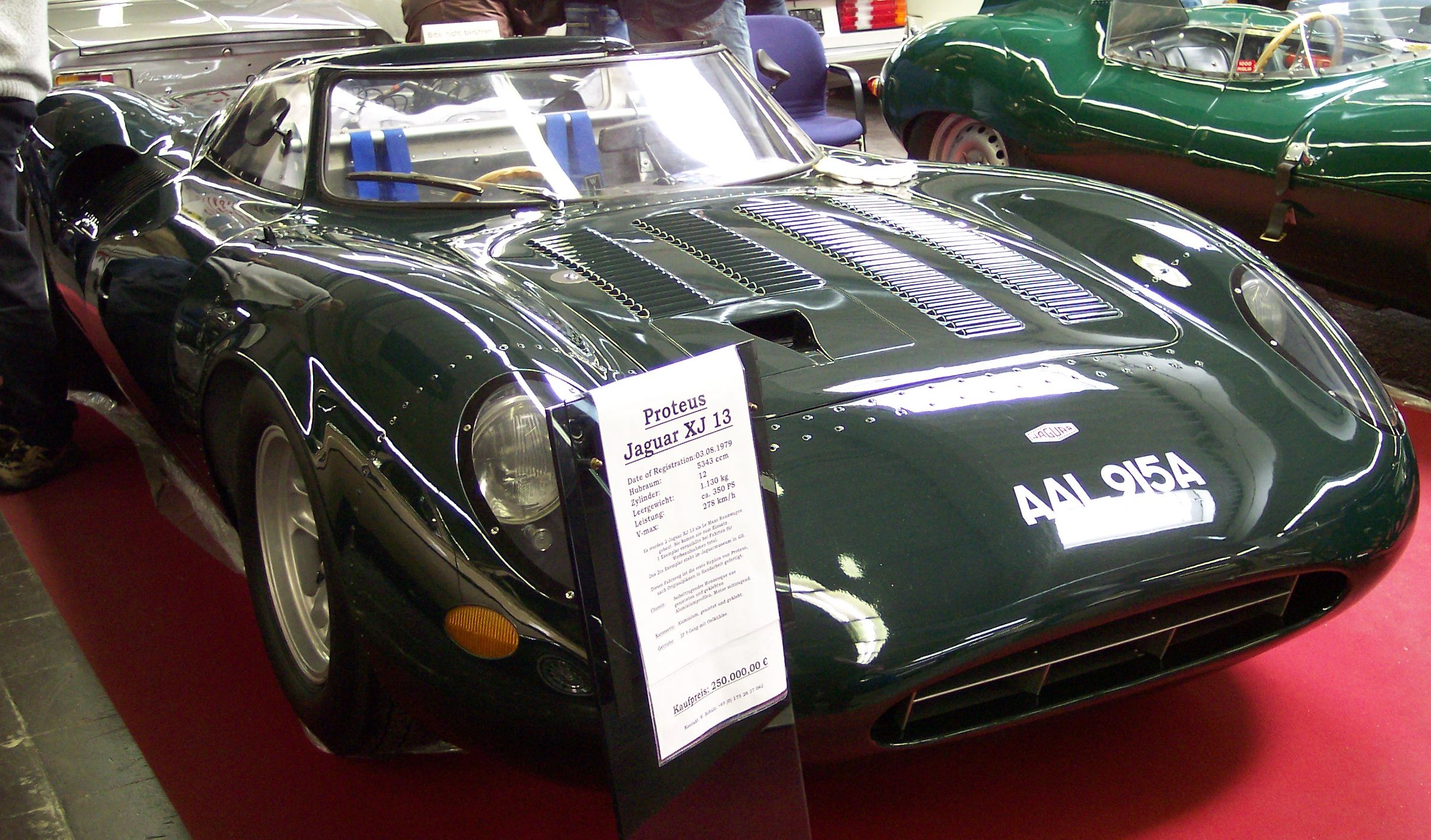
Réplique Proteus Jaguar XJ 13

D'autres répliques de la XJ13 ont été produites :
- Proteus P90 [11],[12]
- Proteus XJ13-inspired coupé
- Charles Motors Ltd replica [13]
- The Sports Car Factory / TWRR [14]

## Dans la culture populaire
En 2018, le jeu Gran Turismo Sport a ajouté la Jaguar XJ13 (mise à jour du 26 janvier 2018) au prix de 20.000.000cr, devenant la voiture la plus chère du jeu avec la Ferrari 330 P4, ainsi que la Ford GT40 Mk IV entre autres. Certaines d’elles jouable avec le PlayStation VR.

## Galerie

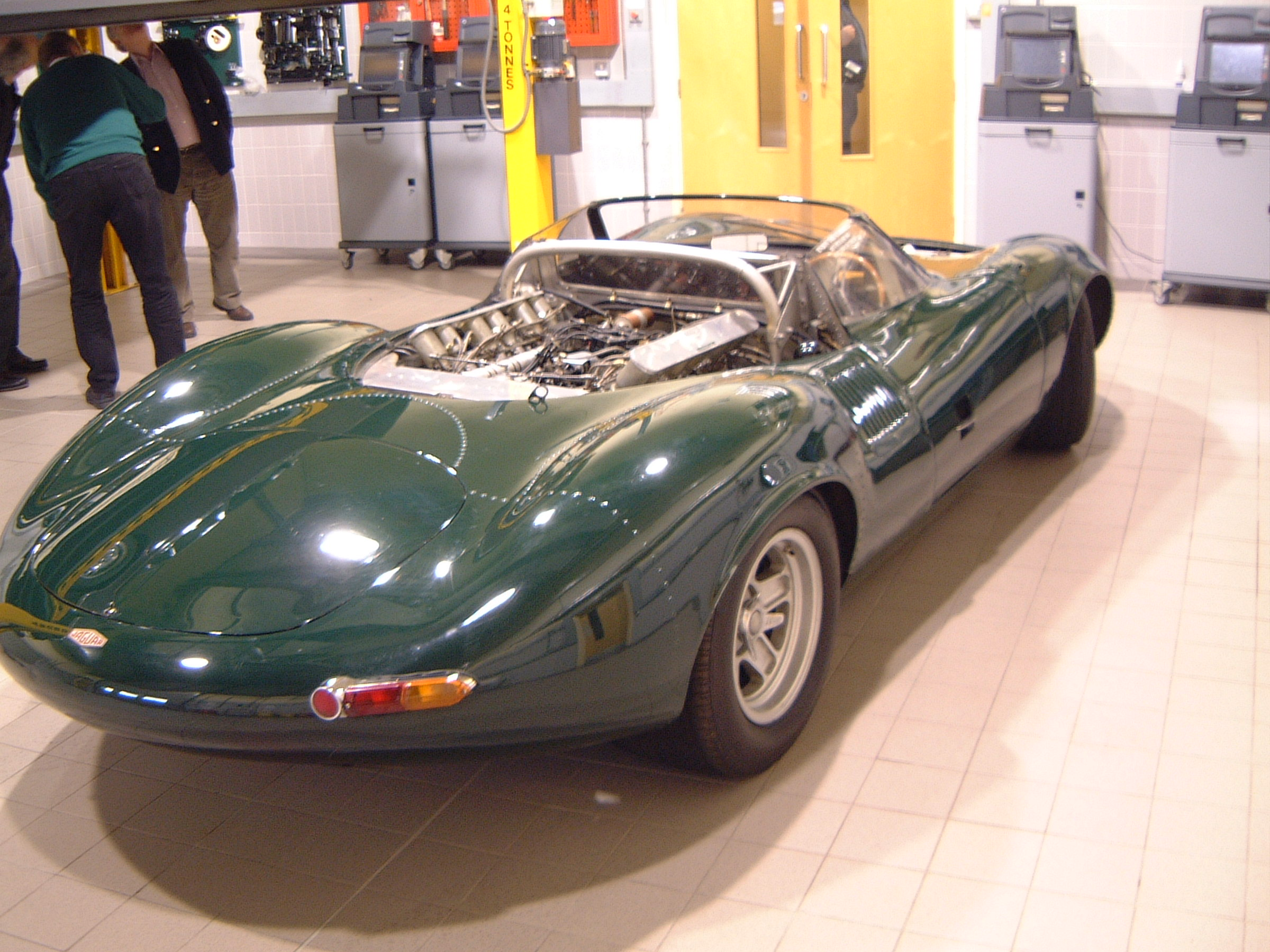
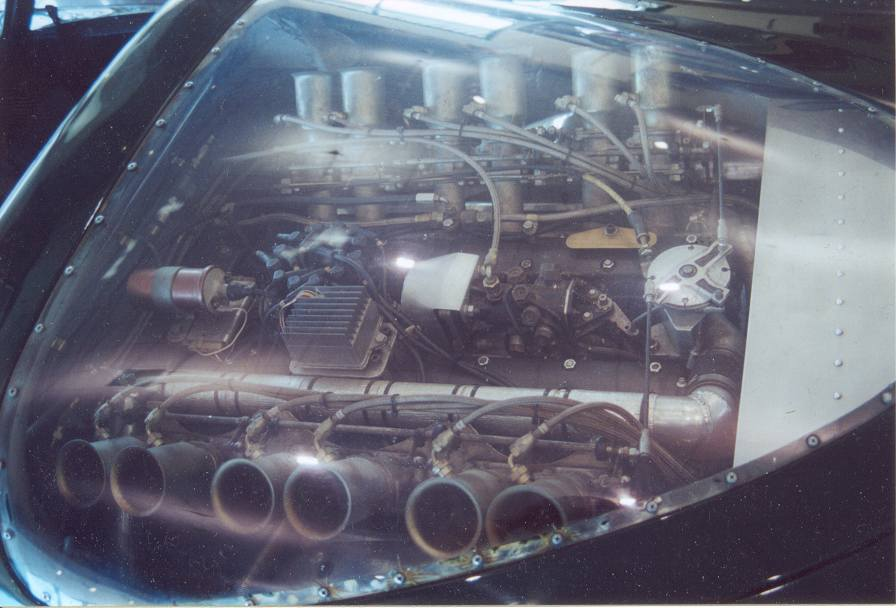
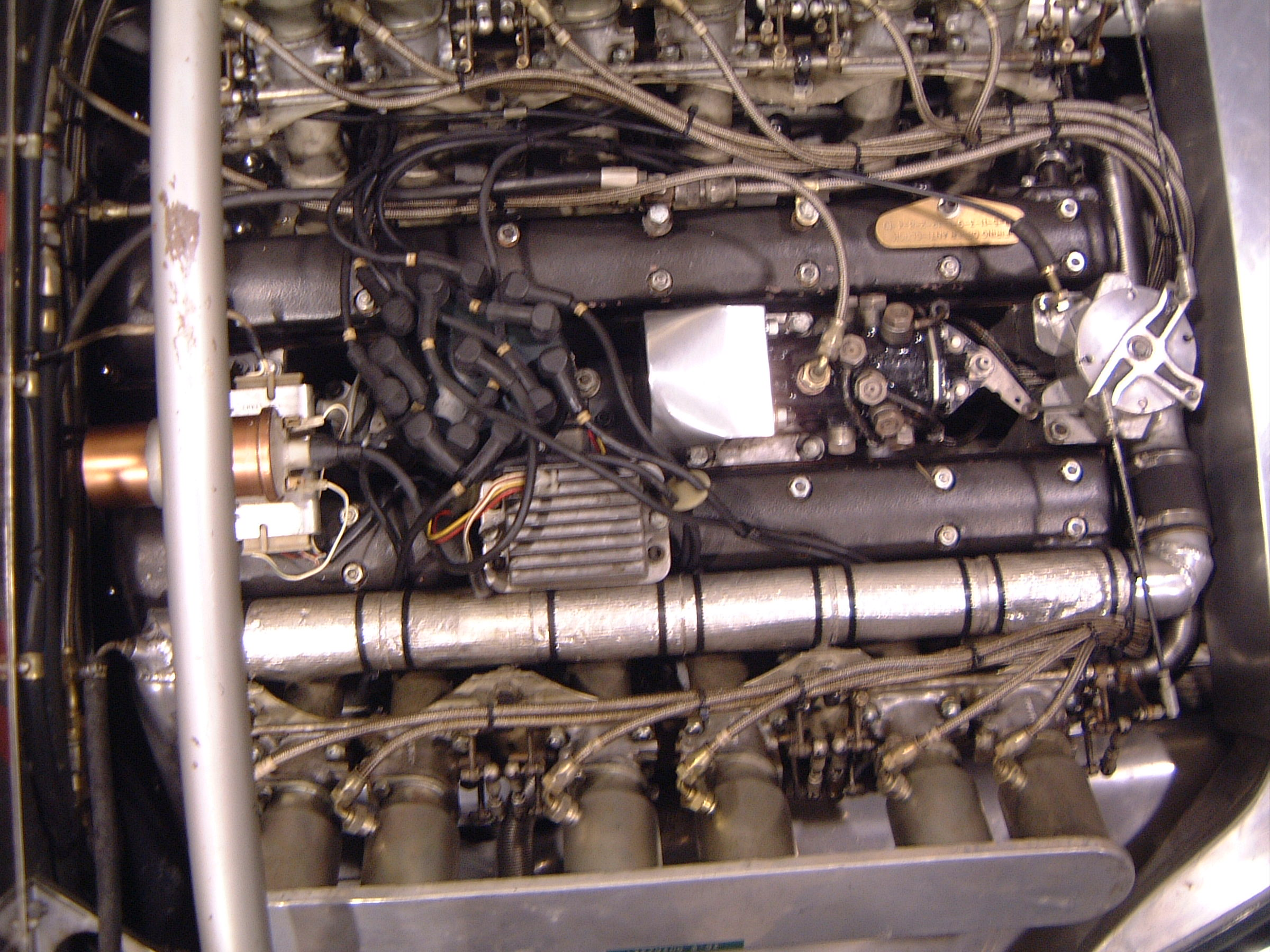
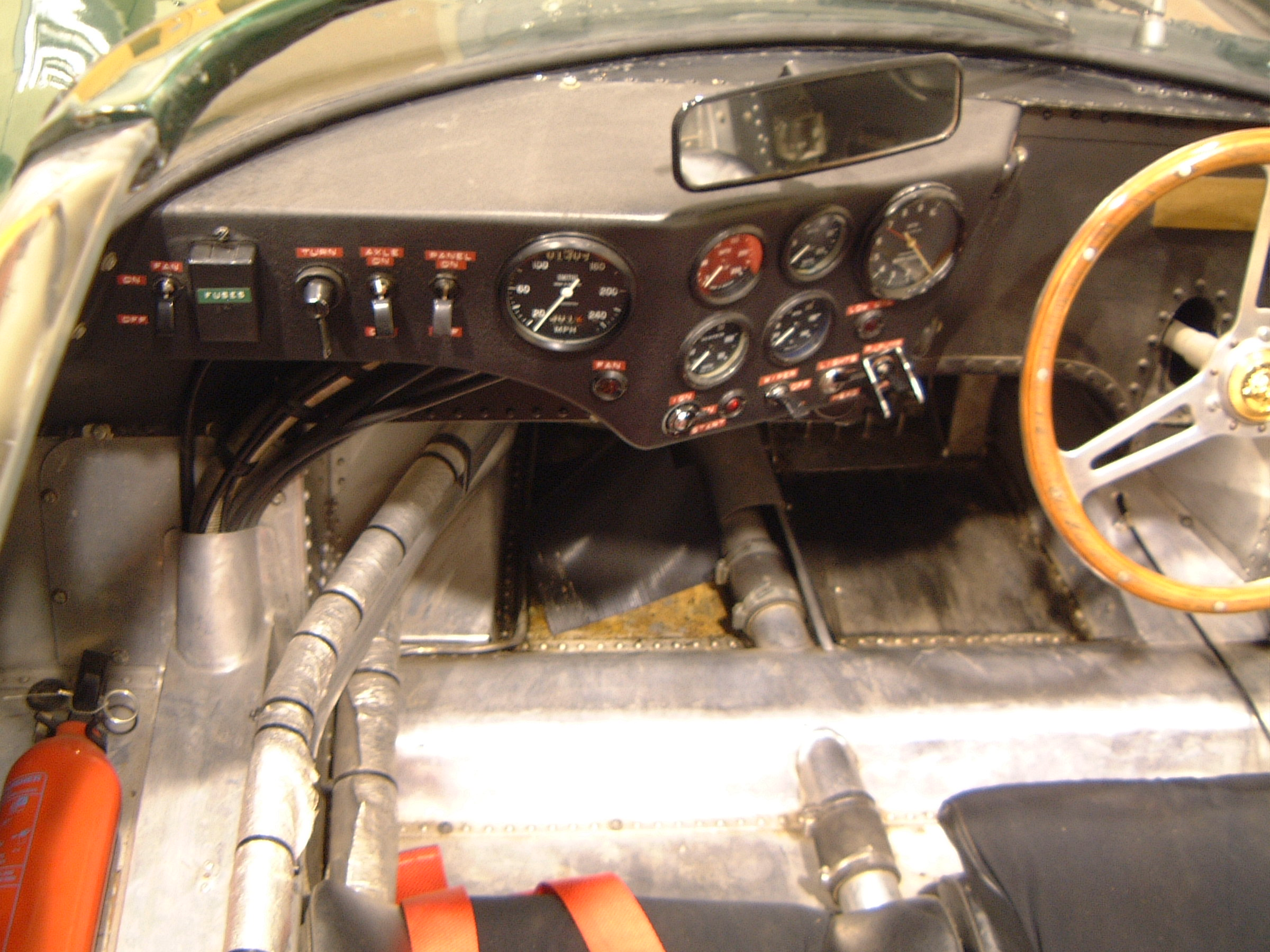